# Facultad de Estudios Superiores Aragón
La Facultad de Estudios Superiores Aragón (FES Aragón) es una entidad académica multidisciplinaria de la Universidad Nacional Autónoma de México (UNAM), ubicada en la zona norte del municipio de Nezahualcóyotl, Estado de México.

## Historia
Inicia sus labores el 19 de enero de 1976, obedeciendo a la alta demanda de la población escolar concentrada en Ciudad Universitaria, que hizo necesario un programa de descentralización, a partir de una ubicación en las zonas de mayor demanda educativa.
En febrero de 1974, el Consejo Universitario aprobó la realización del Programa de Descentralización de Estudios Profesionales de la UNAM, teniendo como propósito regular el crecimiento de la población escolar, redistribuir la oferta educativa y contribuir la expansión y diversificación del sistema de educación superior del país.
Así, la FES Aragón, quinta escuela de este programa, respondía a un planteamiento nacional: la masificación de la educación superior, producto sin duda de la gran demanda de profesionistas que impone una sociedad en desarrollo acelerado y la alta tasa de crecimiento demográfico de México.
Por lo que fue planeada para atender de 15 mil a 20 mil alumnos, guardando proporciones adecuadas entre instalaciones, alumnos, personal docente, administrativos y superficie de terreno. También responde al propósito de constituirse en un centro de sistemas independientes, tanto académico como administrativos dirigidos por autoridades que se ajusten a la Ley Orgánica y al Estatuto General de la UNAM.

## Administraciones

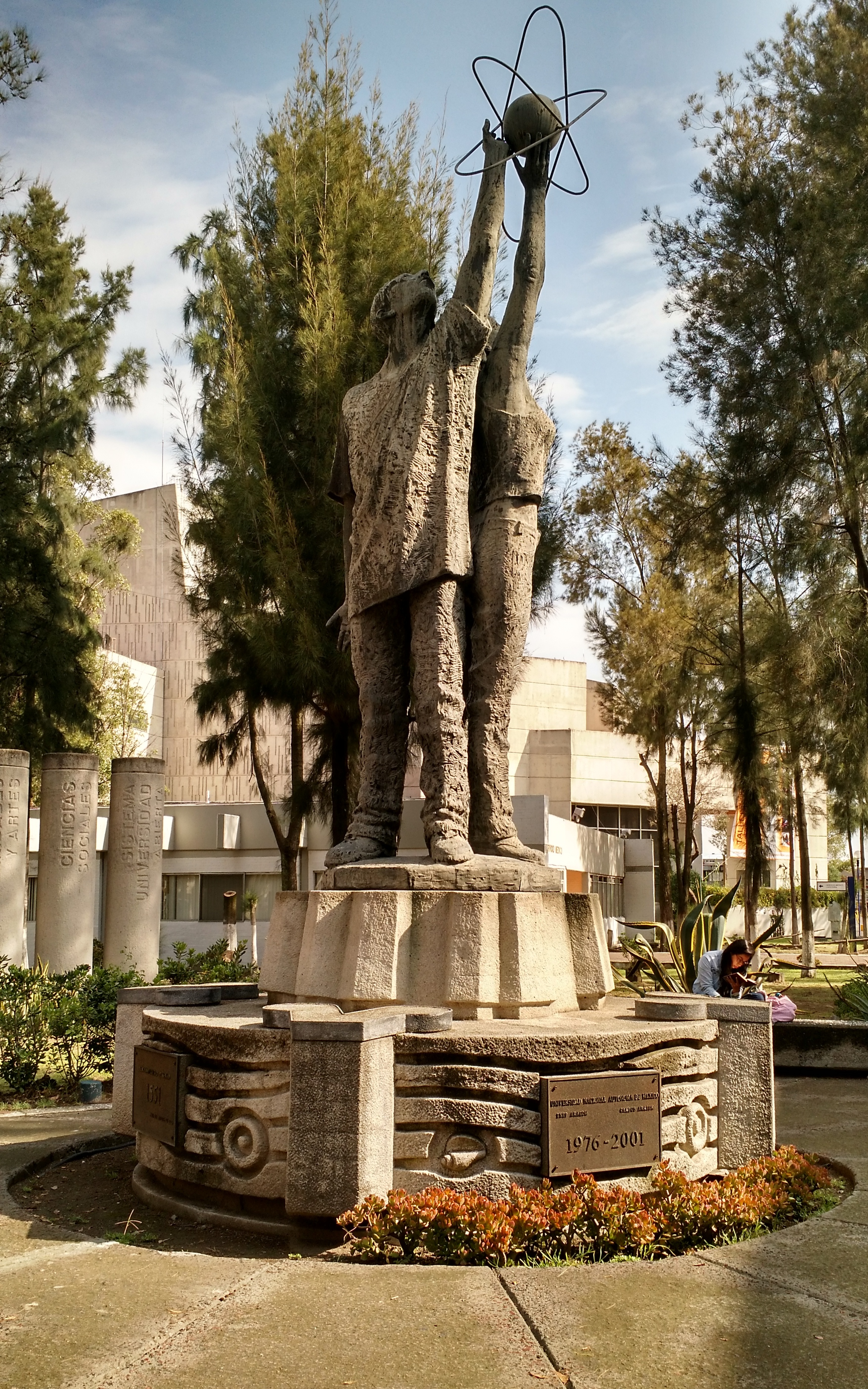
Plaza del Estudiante de la FES Aragón.

### 1976 - 1978
Dirigida por el ingeniero, Pablo Ortiz Macedo, estuvo enfocada fundamentalmente a organizar el plantel que recién abría sus puertas. La Escuela se inauguró con un total de 2,122 alumnos, 82 profesores y 19 ayudantes de profesor, ofertando diez carreras profesionales. La puesta en marcha del plantel requirió la construcción de los edificios para aulas A1, A2 y A3; la biblioteca en su etapa inicial; poco después se construyó el edificio A4 y el de Mantenimiento. Las oficinas de gobierno se instalaron inicialmente en la planta baja del edificio A2.

Fue en esta primera etapa cuando estalló la primera huelga estudiantil de carácter meramente local (junio a septiembre de 1977), teniendo como pliego de demandas, la reinstalación de dos estudiantes de la carrera de Economía que fueron expulsados definitivamente de la UNAM por el Tribunal Universitario, luego de que el director del plantel los había consignado; la causa de la expulsión se debió porque dichos alumnos "activistas" ingresaron a un salón de clase, sin el consentimiento del profesor, lo que originó que éste los denunciara a través del Director. También solicitaron mejores condiciones de estudio en la Escuela, como presupuesto para el fotocopiado, libros para la biblioteca, becas alimenticias y planta académica de tiempo completo. Como consecuencia de dicho conflicto, el director renunció al cargo.

### 1978 - 1986
Encabezada por el abogado, Sergio Rosas Romero, designado el 20 de febrero de 1978 y reelecto el 22 de febrero de 1982.

Durante su gestión se avocó a desarrollar y a consolidar las actividades de docencia y la difusión de la cultura, así como la construcción de la mayor parte de los edificios existentes, entre los que figuran los edificios A5, A6, A7, A8, A9, A10 y A11; los laboratorios L1, L2, L3 y L4 para las carreras de ingeniería; el Gimnasio para halterofilia; el edificio de Gobierno en sus primeros dos niveles, el edificio del Centro de Lenguas Extranjeras y el de apoyos académicos; la ampliación de la biblioteca Jesús Reyes Heroles, al igual que el Auditorio José Vasconcelos, más conocido en la comunidad escolar, como el "Elefante Blanco"; del mismo modo, se efectuaron los trabajos para la forestación del campus. También inauguró la escultura de "Las Torres" que se utiliza actualmente como logo de la facultad, obra creada por el arquitecto Mathías Goeritz.
Las torres fueron planeadas y armadas detrás del edificio A9, para después ser trasladadas enfrente del edificio de Gobierno. originalmente tenían como base un espejo de agua, que simbolizaba el lago de Texcoco, conformándose como la edificación más alta del plantel. Al centro, se colocaron reflectores de gran potencia que iluminaban el cielo, dando origen a un verdadero "faro", provocando con ello conflictos, dada su cercanía con el Aeropuerto Internacional de la Ciudad de México, por lo que fueron sustituidos por luminarias de menor potencia, agregándose además un foco rojo de luz intermitente en la punta de cada torre, como referencia para evitar problemas aéreos.

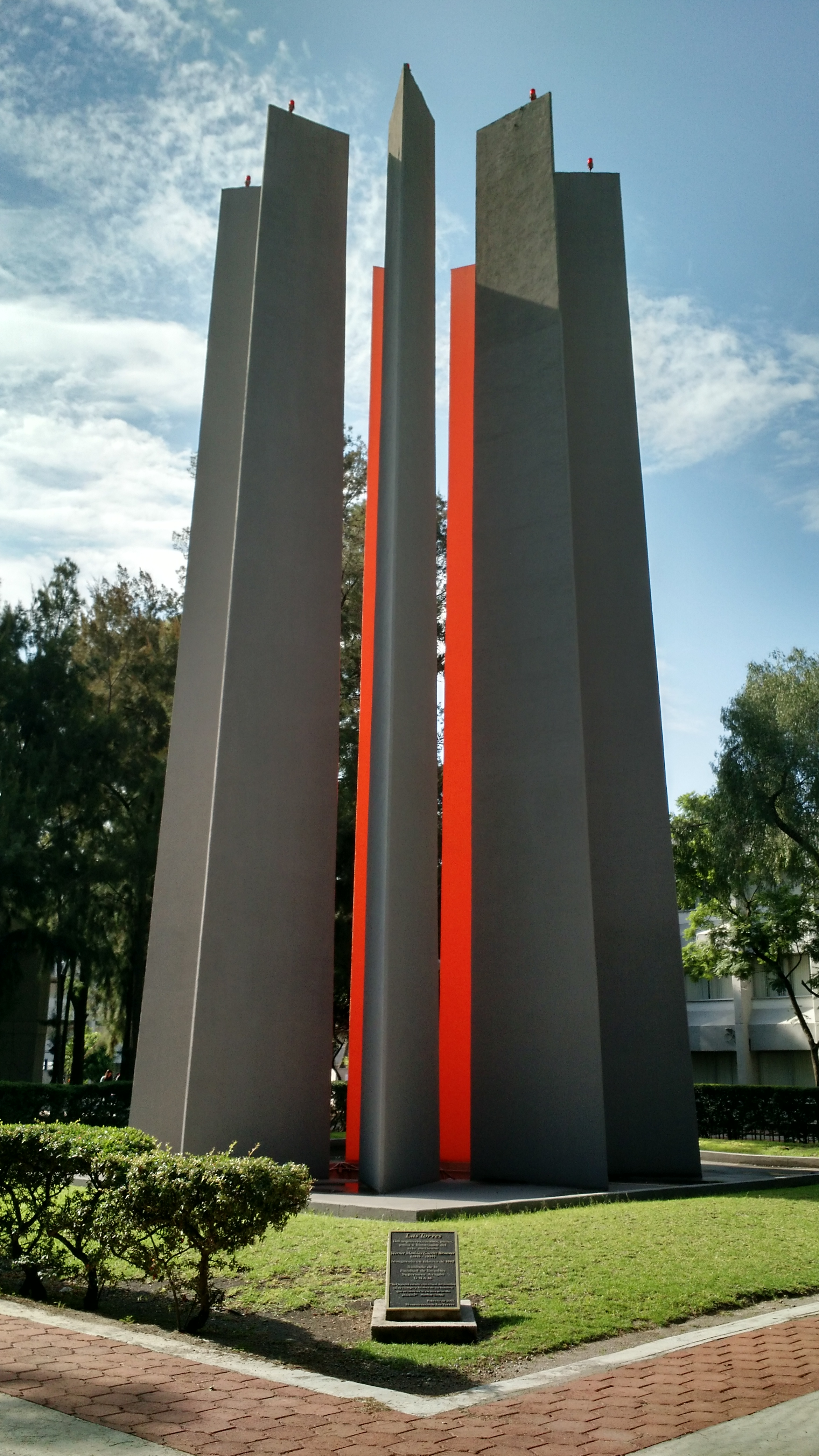
Las Torres, monumento representativo de la FES Aragón.

También se impulsó la transformación del terreno salitroso, para lo cual se llevó a cabo un plan de mejoramiento del suelo, a través de rellenos y plantación de pasto y árboles. En ese periodo, figura el símbolo distintivo de Aragón: "La Palmera", misma que se situó con dificultades para su transportación y siembra, en el espacio comprendido entre la Biblioteca y el edificio de Gobierno.
En dicho periodo, se crearon dos nuevas licenciaturas, Planificación para el Desarrollo Agropecuario e Ingeniería en Computación. Se conformó la División de Estudios de Posgrado con la impartición de las Maestrías en Derecho Penal, Economía Financiera y Enseñanza Superior, así como la Especialidad en Puentes. Además fue en este periodo donde se requirió el mayor número de recursos humanos de carácter administrativo, conformándose la burocracia local de la Escuela, así como la contratación de profesores de asignatura.

Durante su periodo se gestó una serie de movilizaciones durante verano de 1979, a cargo de profesores afiliados al STUNAM, que demandaban mejores condiciones académicas y laborales en la Escuela. Así también, fue en la tercera semana de junio de 1984 donde estalló la segunda huelga estudiantil de la ENEP Aragón, el cual terminó a finales de octubre.

### 1986 - 1990
Dirigida por Sergio Guerrero Verdejo, quién buscó una mayor vinculación con la administración central (de Ciudad Universitaria). Se conformó la División de Estudios de Posgrado e Investigación, y se dio un fuerte apoyo a la política de publicaciones. Durante su periodo se construyó el Gimnasio de parket, el Comedor, el edificio de Impresiones, los Módulos de Vigilancia, así como la Clínica Odontólogica periférica de la ENEP Iztacala. Fue en este periodo donde se originó el movimiento estudiantil de 1986-1987 dirigido por el CEU.

### 1990 - 1998
Encabezada por el Mtro. Claudio Carl Merrifield Castro, designado el 26 de febrero de 1990 y reelecto el 28 de febrero de 1994.

Durante ésta administración, se reformó y actualizaron 9 de los 12 planes de estudio, se organizó al Consejo Técnico, se creó el Centro Tecnológico Aragón, el cual fue construido con el apoyo del Banco Interamericano de Desarrollo, para la investigación y enseñanza de las ciencias físico-matemáticas y las ingenierías, así como para dar inicio a proyectos de colaboración con la industria. También, construyó el primer Salón de Usos Múltiples y el tercer nivel del Edificio de Gobierno, así también se renivelaron los andadores de adoquín en toda la Escuela. Además se impulsó en gran medida los seminarios de titulación y como punto prioritario incrementó las Actividades de Apoyo a la Comunidad Externa.

Durante este periodo, se llevó a cabo la transformación y adecuación de "Las Torres", en 1990, ya que debido a problemas de mantenimiento y ante la escasez de agua en la zona, el "espejo de agua", se transmutó en el "zacate del lago", representado por el pasto.

### 1998 - 2001
El 2 de marzo de 1998, fue designado el Mtro. Carlos Eduardo Levy Vázquez como director de la ENEP. Durante su administración se le dio especial énfasis a la estabilidad de los profesores de carrera, técnicos académicos y profesores de asignatura. Se adquirió equipo de punta para los laboratorios y talleres de ingeniería, humanidades y artes, ciencias sociales y del centro tecnológico. El personal académico administrativo recibió equipo de cómputo moderno. El área deportiva tuvo una total remodelación y se construyeron canchas de fútbol rápido y de voleibol playero. Además se reforzó toda la reja perimetral del plantel, así como la "Plaza del Estudiante". Fue en su periodo donde estalló la huelga estudiantil más larga en la historia de la Universidad.

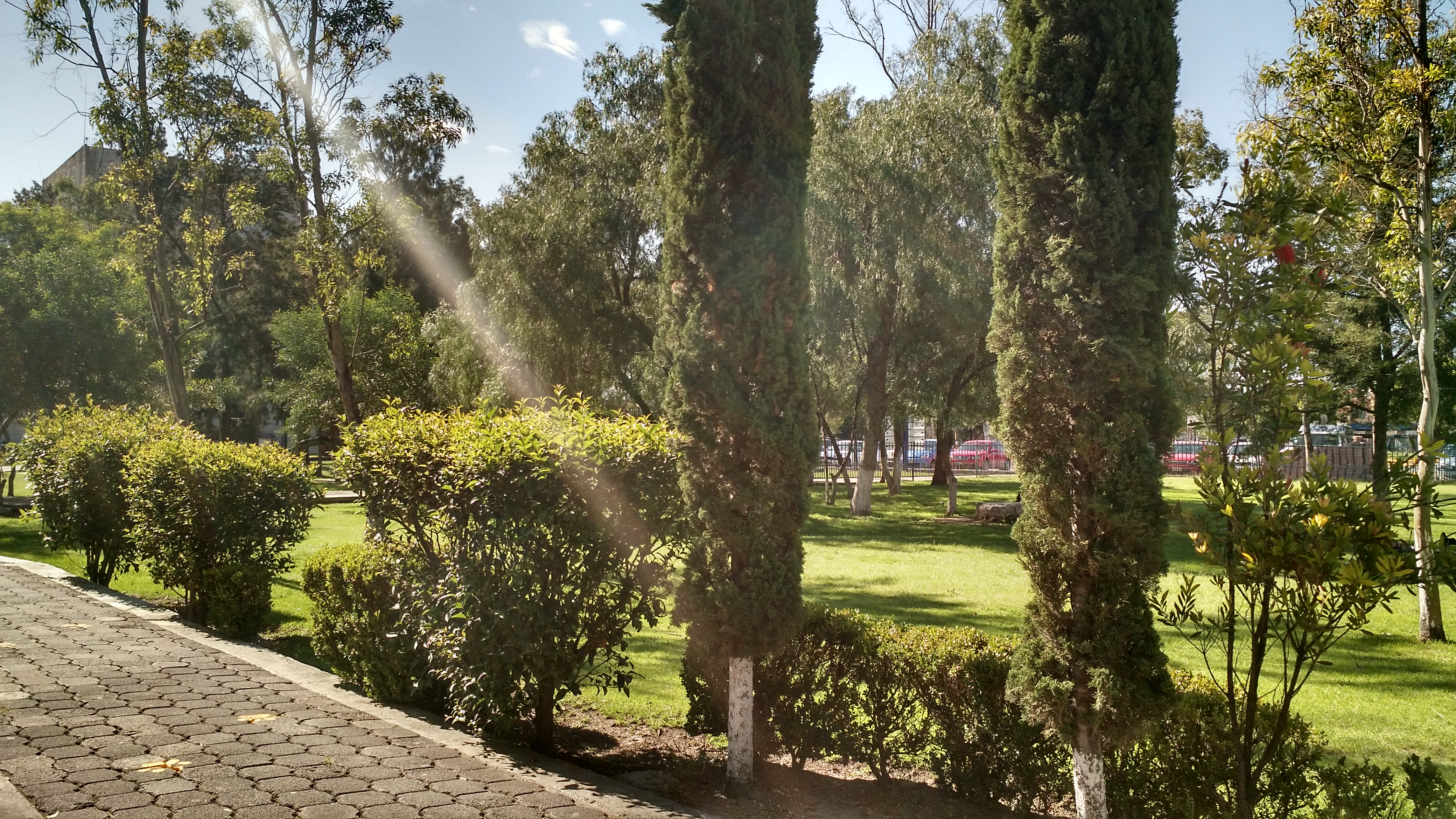
Jardines de la FES Aragón.

El motivo de la renuncia del Mtro. Levy Vázquez se debió a la presión que ejercieron alumnos, académicos y trabajadores de este plantel universitario para que desistiera de su cargo, ya que durante los enfrentamientos con motivo del movimiento estudiantil del CGH fue señalado como uno de los principales promotores de violencia ejercida en contra de alumnos de la UNAM.
Director interino.
El 20 de abril de 2001 –después de la renuncia de Carlos Levy–, fue designado como director interino el Lic. Carlos Chávez Aguilera, quien únicamente fungió en el encargo durante 53 días, para realizar la transmisión de poderes a la Arq. Lilia Turcott González.

### 2001 - 2009
El 13 de junio de 2001, fue designada como directora la Arq. Lilia Turcott González. El logro más importante durante su administración se dio el 31 de marzo de 2005 cuando en sesión del Consejo Universitario, se aprobó por unanimidad la reforma del Estatuto General de la UNAM y con ello transformó a esta unidad multidisciplinaria de Escuela Nacional de Estudios Profesionales (ENEP) a Facultad de Estudios Superiores (FES). El 14 de junio de 2005, fue designada por la Junta de Gobierno para un segundo periodo en la dirección.

### 2009 - 2016
El 16 de junio de 2009, el M. I. Gilberto García Santamaría González fue designado como director para el periodo 2009-2013. Durante su administración se inauguró el Centro Multidisciplinario de Investigación (CIMA). El 18 de junio de 2013 fue designado para un segundo periodo en la dirección.
Durante su gestión, la FES Aragón realizó acciones administrativas e infraestructurales que enriquecieron el entorno académico y laboral. Se implementaron medidas de mantenimiento preventivo y correctivo en las instalaciones eléctricas y sistemas de emergencia, la creación de escaleras de evacuación en los edificios, lo que mejoró la seguridad del campus para favorecer el desalojo de los inmuebles en caso de emergencias. Además, se modernizaron y dignificaron espacios comunes y de interacción, como los puntos de venta de alimentos para la comunidad. También se dotó al campus de equipos especializados en los laboratorios para beneficio del aprendizaje del alumnado.
Posteriormente, tras el escándalo de plagio de tesis del presidente mexicano Enrique Peña Nieto, se dio a conocer que la tesis que presentó García Santamaría para el grado de maestría, presentaba párrafos copiados textualmente del libro La Evaluación. Certeza abierta e imperfección cerrada, publicado en 2002 en Tijuana, Baja California, por la Dra. Manuela del Carmen Sánchez Humarán. Asimismo, del libro Evaluación y modelos de enseñanza-aprendizaje del Ing. Óscar Genaro Hernández Zúñiga, publicado por la Universidad Santander, de Ciudad Madero en 1996, el cual a su vez, había tomado párrafos del artículo Reflexiones críticas en torno a la docencia de la académica Esther Pérez Juárez, publicado en el número 29-30 de la revista Perfiles Educativos en 1985. El 6 de septiembre de 2016, Gilberto García Santamaría presentó su renuncia ante el Rector de la UNAM, Dr. Enrique Graue Wiechers.
Director interino.
Como ocurrió en 2001, el decano del Consejo Técnico de la FES, Lic. Carlos Chávez Aguilera, fue designado como director interino.

### 2016 - 2024

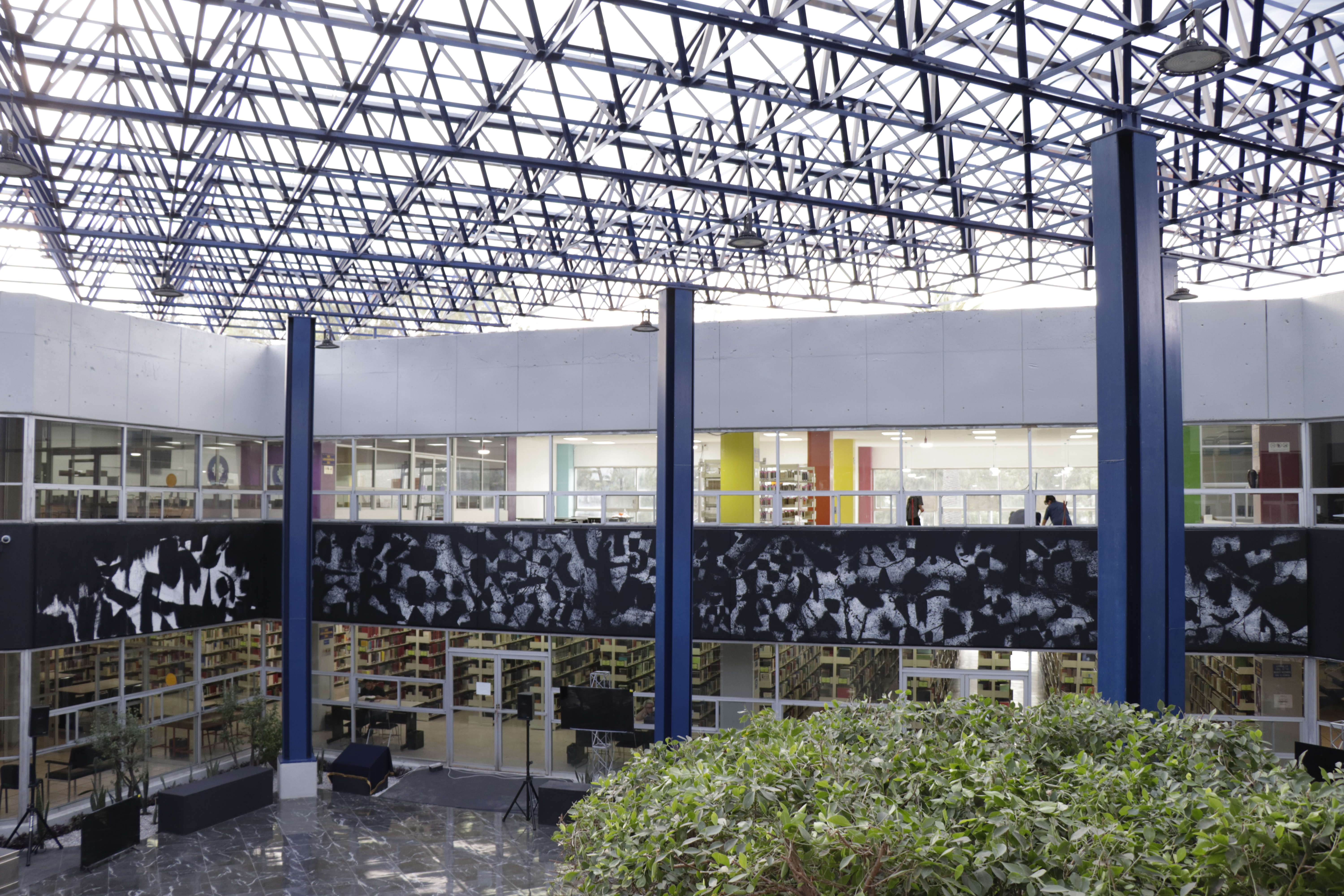
Mural en Vilo, ubicado en la Biblioteca Jesús Reyes Heroles

El 17 de octubre de 2016 fue nombrado el M.I. Fernando Macedo Chagolla como director para el periodo 2016- 2020 y, el 16 de octubre de 2020,la Junta de Gobierno de la Universidad lo designa para un segundo periodo de 2020 a 2024.
En su gestión se priorizó el fortalecimiento de las licenciaturas, impulsando la acreditación de las carreras bajo estándares internacionales, así como la actualización de los planes y programas de estudio; además de promover la estabilidad laboral mediante la apertura de plazas para profesorado de carrera y profesorado de asignatura definitivo. En materia de infraestructura, se adecuaron espacios para la creación de Centro Integral de Servicios al Estudiante (CISE), donde coexisten los departamentos en los cuales el alumnado realizan sus trámites y servicios. Adicionalmente, se creó la caseta PC Puma donde la comunidad puede solicitar en préstamo dispositivos electrónicos.
Durante el periodo de contingencia sanitaria por COVID-19, la Facultad potencializó sus recursos tecnológicos para hacer frente a una transición rápida y ofrecer servicios académicos y administrativos a la comunidad, destacando la Plataforma Educativa Aragón, que, a través de un convenio con Google, genera correos electrónicos institucionales para académicos y alumnado, que permite el acceso del servicio de la nube denominado Workspace. Con relación al patrimonio cultural universitario de la Facultad, recibió la donación de una obra escultórica titulada La Puerta de Manú por parte del artista Manuel de Jesús Hernández Suárez, más conocido como Hersúa. De igual manera, en el jardín central de la biblioteca se inauguró el mural En Vilo del artista plástico oaxaqueño Sergio Hernández.
Respecto a la seguridad, se atendió a la comunidad a través de los programas Sendero seguro y Bahía Vehicular con el apoyo de las autoridades municipales y estatales.

## Estilo arquitectónico
Las instalaciones de la FES Aragón responden a lo que se podría llamar como una corriente arquitectónica que es el racionalismo, es decir, aprovechar al máximo el espacio, el material, el recurso, el clima. El racionalismo nos lleva precisamente a organizar los edificios de una manera que se optimice el espacio. 
Así entonces, pensemos que existen
dos tipos de escuela, la escuela tipo secundaria y la primaria, ambas tienen un patio central y alrededor están los espacios educativos y administrativos; este modelo arquitectónico de la facultad implica un edificio que se interconecta con otro, con un núcleo de servicios, baños, escaleras para optimizar los baños para dos edificios que se separan de los demás edificios para no tener hacinamiento en esa plaza central.

### Las Torres
La escultura corrió a cargo del artista Mathias Goeritz, dichas torres se instalaron en el lugar ocupado por La Palmera. La obra fue inaugurada el 8 de febrero de 1982. Existe una similitud entre esta obra con las torres de Satélite. Su diseño original consistió en nueve columnas con tres de sus caras en color gris y una anaranjada sobre un espejo de agua que representaba el lago de Texcoco, siendo este último sustituido por un tapete de césped que representa el zacate de la zona lacustre.

### La Plaza del Estudiante
La obra a cargo del escultor Mario Rendón Lozano se inauguró en el año 2001 con motivo de los festejos por el 25 aniversario de la fundación de la ENEP Aragón. La misma se encuentra situada a un costado del edificio de Gobierno.

### Plaza escultórica La Puerta de Manú
Dicha plaza se encuentra en la explanada donde se encuentra el edificio de Posgrado, los edificios de Derecho y de Idiomas. fue diseñada y donada por el escultor Manuel Hernández Suárez conocido como Hersúa. En el año 2017 se formalizó la donación de la escultura y se autorizó a la facultad para recibir dicha obra.  Inicialmente la obra fue rechazada por el entonces director general de Patrimonio Jorge Volpi, en virtud de que el proyecto de la obra era semejante al Espacio Escultórico de Ciudad Universitaria. La obra escultural se inauguró el 21 de noviembre del 2021 durante la pandemia del Covid 19.

## Transparencia
La Facultad de Estudios Superiores Aragón como dependencia de la Universidad Nacional Autónoma de México e institución pública, recibe un financiamiento anual de $479,979.00 (ejercicio anual 2012). 

Sus principales indicadores son los siguientes:
| Indicador                                                | Número |
| -------------------------------------------------------- | ------ |
| Alumnos de Licenciatura                                  | 17,875 |
| Alumnos de Posgrado (Especialidad, Maestría y Doctorado) | 315    |
| Personal académico de carrera                            | 66     |
| Personal académico de asignatura                         | 1,390  |
| Personal académico con nivel de licenciatura             | 1,150  |
| Personal académico con nivel maestría                    | 336    |
| Personal académico con nivel doctorado                   | 113    |

## Infraestructura

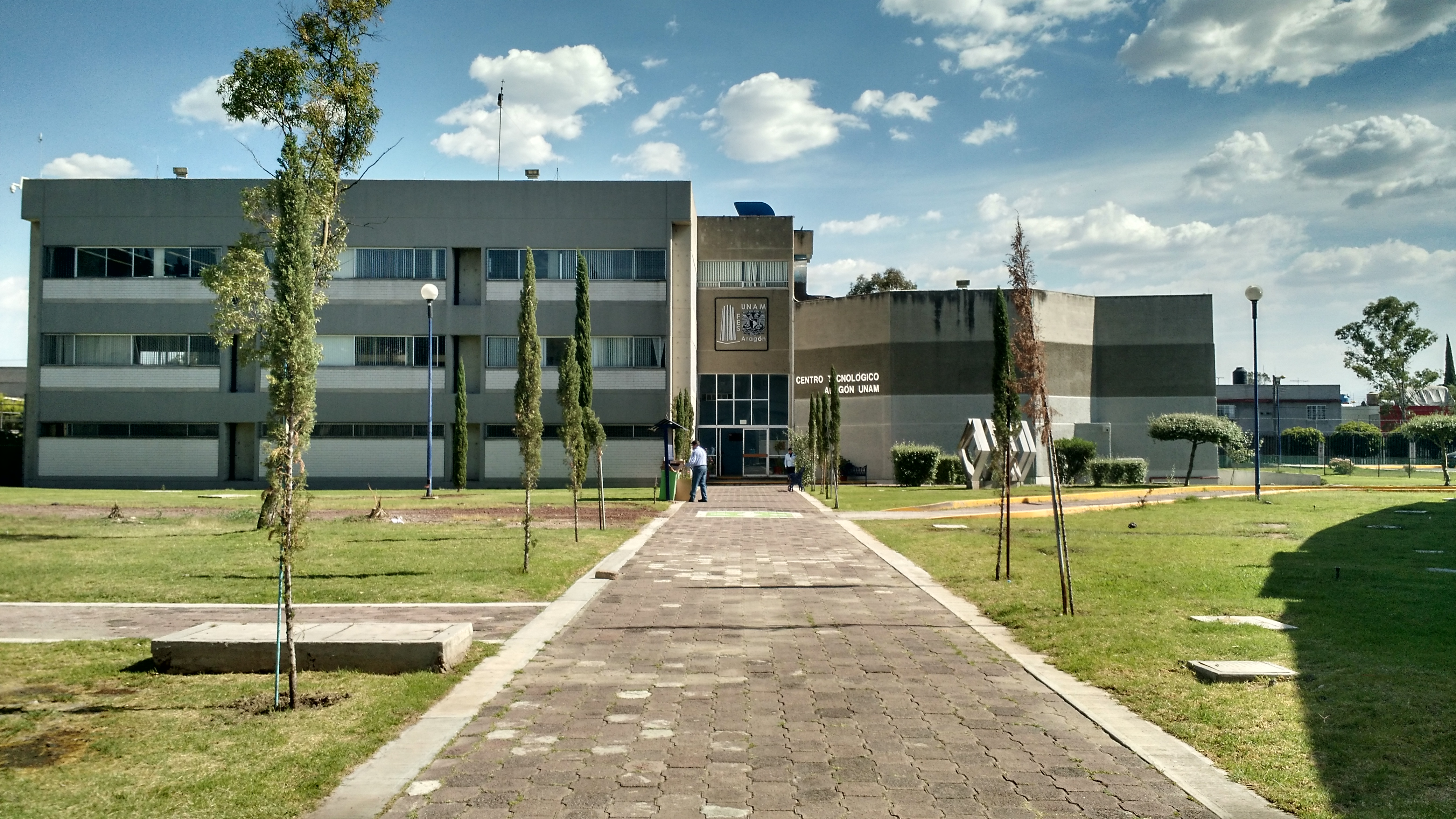
Centro tecnológico Aragón.

| Concepto                     | Número  |
| ---------------------------- | ------- |
| Aulas                        | 279     |
| Laboratorios                 | 64      |
| Talleres                     | 12      |
| Títulos en Biblioteca        | 53,577  |
| Volúmenes en biblioteca      | 301,421 |
| Libros electrónicos          | 2,575   |
| Equipos de computo           | 2.011   |
| Equipos de alto rendimiento  | 26      |
| Metros cuadrados construidos | 60,541  |

## Oferta educativa
| Licenciaturas - Arquitectura - Comunicación y Periodismo - Derecho - Derecho (SUA) - Diseño industrial - Economía - Economía (SUA) - Ingeniería Civil - Ingeniería Eléctrica y Electrónica - Ingeniería en Computación - Ingeniería Industrial - Ingeniería Mecánica - Pedagogía - Planificación Para el Desarrollo Agropecuario - Relaciones Internacionales - Relaciones Internacionales (SUA) - Sociología | Posgrado - Doctorado en Pedagogía - Doctorado en Derecho - Maestría en Pedagogía - Maestría en Derecho - Maestría en Política Criminal - Maestría en Economía - Maestría en Arquitectura - Maestría en Ingeniería Industrial - Maestría en Planeación - Especialización en Derecho - Especialización en Puentes |

### División de Universidad Abierta, Continua y a Distancia
El Sistema Universidad Abierta y Educación a Distancia, imparte las licenciaturas en Derecho, Economía y Relaciones Internacionales. Mientras que el Departamento de Educación Continúa imparte diversos diplomados en áreas de computación, agricultura, derecho, finanzas, educación entre otros.

### Centro de Lenguas
En el Centro de Lenguas se imparten ocho idiomas, en dos modalidades: compresión de lectura y posesión (4 habilidades). Los idiomas son:
Alemán, Chino mandarín, Francés, Inglés, Italiano,
Japonés, Latín, Lengua de señas mexicana (LSM), Portugués, Ruso.

## Transporte
Desde la estación de metro Moctezuma (Ruta 3-Línea 1 del Metro) o desde las estaciones Deportivo 18 de Marzo y Martín Carrera (ruta 18- Líneas 3, 4 y 6 respectivamente), el flujo de transporte en estas dos últimas depende del día y horario de mayor demanda; Ruta La Perla-FES Aragón, transporte local (combi y microbús) desde las estaciones de metro Nezahualcóyotl e Impulsora (Línea B).

## Publicaciones
- Revista Matices. Publicación multidisciplinaria que muestra el trabajo académico de académicos y estudiantes de las maestrías de arquitectura, derecho, economía y pedagogía.[28]
- Revista (Electrónica) Encuentros UNAM FES Aragón. Revista Multidisciplinaria de Ciencias Sociales, FES Aragón.[29]
- Gaceta FES Aragón. Publicación mensual donde alumnos, docentes y especialistas escriben, su tiraje completo se pone a disposición del público el primer miércoles de cada mes y también se puede consultar vía internet[30]